# Monte Carlo elsker Jylland
Monte Carlo elsker Jylland er et dansk satirisk nyhedsshow på DR3. Radioværterne Esben Bjerre og Peter Falktoft fra Monte Carlo på P3 vender ugens vigtigste historier og mennesker foran et jysk publikum og DR3's seere, live fra Aarhus. Hver uge inviteres de mest aktuelle gæster, for at se på verden, som den ser ud fra det jyske perspektiv. Derudover rejser Peter og Esben rundt i Jylland til de steder, som de mener er et besøg værd. Det er steder som Dybbøl og Ribe i Sønderjylland, Mols i Østjylland og helt til Hjørring i Nordjylland. Radioværterne mener, at Københavneriet har taget overhånd, og nyhedsstrømmene dermed skal ses fra den jyske højderyg.